# Benno Kreil

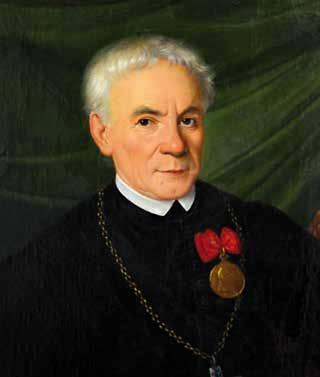
Benno Kreil. Porträt von Albin Mattenheimer (um 1860)

Benno Kreil OSB (* 1. November 1779 in Admont als Franz Xaver Kreil; † 7. März 1863 ebd.), war ein salzburgischer römisch-katholischer Geistlicher und von 1823 bis 1839 Administrator und 1839 bis 1861 Abt der Benediktinerabtei St. Blasius zu Admont.

## Leben und Wirken
Der als Sohn eines Admonter Gastwirts geborene Benno Kreil gehörte seit 1798 dem Stift Admont an, wo er den Ordensnamen Benno erhielt und nach erfolgtem Studium der Theologie ab 1802 Biblische Exegese lehrte. 1803 bis 1806 diente er als Pfarrer in Admont. 1809 wurde er an der Universität Salzburg promoviert und im gleichen Jahr als Professor für Neues Testament an die Universität Graz berufen. Mit dem Orientalisten Joseph von Hammer-Purgstall stand er in engem wissenschaftlichem Austausch. 1821 unternahm er eine Reise nach Rom, wo er von Papst Pius VII. empfangen wurde, besuchte das Gründungskloster des Benediktinerordens, Monte Cassino, und Neapel, das wegen des Carbonariaufstands von einer österreichischen Interventionsarmee besetzt war.
Bei seiner Rückkehr nach Admont erwartete Kreil eine schwierige Situation. Nach dem Rücktritt des Abtes Gotthard Kuglmayr 1822 war zunächst Abundus Kuntschak aus Stift Rein als Administrator eingesetzt worden. Nach dessen Tod im darauffolgenden Jahr wurde Benno Kreil zunächst als Administrator berufen, um die wirtschaftlichen Probleme des Stifts, an denen sein Vorgänger gescheitert war, zu regeln. Zu seinen Leistungen zählten auch die Verbesserung des Admonter Schulwesens, einschließlich der Volksschule, und die Einrichtung eines Progymnasiums. Erst nachdem sich die wirtschaftliche Lage des Stifts konsolidiert hatte und namentlich ein Kompromiss hinsichtlich der Nutzung der stiftischen Waldungen zur Holzkohlegewinnung durch die Innerberger Hauptgewerkschaft erzielt worden war, wurde der bisherige Administrator Kreil am 21. August 1839 zum Abt gewählt und empfing darauf im Grazer Dom seine Benediktion.
Die Revolution von 1848/1849 im Kaisertum Österreich führte auch in Admont zu Unruhen in der Grundherrschaft, so dass ernstlich die Frage der Übersiedlung des Stifts nach Nordamerika in Erwägung gezogen wurde. Hinsichtlich des Verhältnisses des Stifts gegenüber der Marktgemeinde Admont als ein ausgegrenzter selbständiger Gutsbezirk oder als Bestandteil derselben entschied sich der Konvent unter Abt Benno für letztere Lösung.
Benno Kreils persönliche Interessen galten der Musik, der Natur und der Alpinistik. So wird ihm die erste verbürgte Besteigung des Hochtors in den Ennstaler Alpen im Jahre 1836 zugeschrieben. Als Wappenbild wählte Benno Kreil zum Zeichen seiner weltlichen wie geistlichen Loyalität einen über Bergen schwebenden Adler unter der Österreichischen Kaiserkrone und dem Auge Gottes mit dem Motto – in bewusstem Rückgriff auf den Wortlaut der Bestätigungsurkunde Kaiser Friedrich Barbarossas von 1181 für das Stift Admont – Sub alis et aquilis imperatoriae maiestatis (Unter den Flügeln und Adlern kaiserlicher Majestät).
Für seine Verdienste wurde Kreil 1856 von Kaiser Franz Joseph mit dem Leopoldsorden ausgezeichnet. 1861 legte er sein Amt wegen einer Erkrankung nieder, an deren Folgen er 1863 verstarb.